# Saltator striatipectus
Saltator striatipectus là một loài chim trong họ Thraupidae.